# 모래톱 이야기
모래톱 이야기는 김정한이 1966년 문학 6월호에 발표한 소설로, 소설가 김정한으로서는 1943년 절필한 이후로 23년만에 문단에 복귀하여 발표한 소설이다.

## 줄거리
K중학교 교사였던 ‘나’는 나룻배 통학생인 건우의 생활에 관심을 갖게 된다. 건우가 살고 있는 섬이 실제 주민과는 무관하게 소유자가 바뀌고 있다는 얘기를 쓴 건우의 글을 읽는다. 가정 방문차 그 ‘조마이섬’으로 찾아간 날, 깔끔한 집안 분위기와 예절 바른 건우 어머니의 태도에서 범상한 집안이 아니라는 인상을 받는다. 거기서 ‘나’는 건우의 일기를 통해 그 섬에 얽힌 역사와 현재에 대해서 알게 된다.
주머니처럼 생긴 ‘조마이섬’은 일제시대에는 동척(東拓)의 소유였고, 해방 후에는 나환자 수용소로 변했다. 그것을 반대하는 윤춘삼 영감은 ‘빨갱이’라는 누명을 쓰기도 하였다. 그 후 어떤 국회의원이 간척 사업을 한답시고 자기 소유로 만들어 버렸다. 논밭은 섬사람들과 무관하게 소유자가 바뀌고 있었던 것이다.
선비 가문의 후손임에도 건우네는 자기 땅이 없다. 아버지는 6·25 때 전사했고, 삼촌은 삼치잡이를 나갔다가 죽었다. 어부인 할아버지 갈밭새 영감의 몇 푼 벌이로 겨우 생계를 유지한다. ‘나’는 돌아오는 길에 우연히 윤춘삼氏를 만난다. 그는 ‘송아지 빨갱이’라는 별명을 지닌 인물로 과거 한때 ‘나’와 같이 옥살이한 경험이 있다. 그의 소개로 갈밭새 영감을 만나 그들의 삶에 대해 자세히 알게 된다.
그 해 처서(處暑) 무렵, 홍수 때문에 섬은 위기를 맞는다. 둑을 허물지 않으면 섬 전체가 위험하여 주민들은 둑을 파헤친다. 이 때 둑을 쌓아 섬 전체를 집어삼키려던 유력자의 하수인들이 방해한다. 화가 치민 갈밭새 영감은 그 중 한 명을 탁류에 집어던지고 만다. 결국, 갈밭새 영감은 살인죄로 투옥된다.
2학기가 되었으나 건우는 학교에 나타나지 않는다. 황폐한 모래톱 ‘조마이섬’은 군대가 정지(整地)한다는 소문이 들린다. 나는 조마이섬에 사는 윤춘삼씨에게 이런 이야기를 들으며, 그의 눈에서 떨어지는 눈물을 이방인처럼 보고 있었다.
.

## 등장인물
- 나 : 부산의 K 중학교 교사직을 하고 있다.
- 건우 : 낙동강 한편에 모래톱에 사는 아이.
- 윤춘삼 : '송아지 빨갱이'라는 별명을 가지고 있다.
- 갈밭새 영감 : 유력자에 대항하여 싸우지만 살인죄로 잡혀간다.

## 결말
건우는 태풍 '사라'가 잠잠해졌지만 학교로 복귀하지 않고, 조마이섬은 군대가 정지한다는 소문이 들린다.

## 같이 보기
- 사실주의
- 김정한